# 稲田豊史
稲田 豊史（いなだ とよし、1974年9月13日 - ）は、日本のライター、コラムニスト、編集者、漫画原作者。愛知県春日井市出身。愛知県立明和高等学校、横浜国立大学経済学部卒業。

## 経歴・活動
1997年、映画配給会社ギャガ・コミュニケーションズ（現・ギャガ）に新卒で入社し、洋画買い付けの支援部署に配属。1998年、出版部門へ異動。ゲームショップ向け業界誌の編集記者、DVDセル店向け業界誌の編集記者、同誌編集長を経て、2008年よりキネマ旬報社所属。2010年より同社出版部で一般書籍・ムックを企画・編集。2013年に独立する。2019年より産業能率大学「エンターテイメントビジネス講座」『出版ビジネス』回のゲスト講師。
主な執筆分野は映画、ポップカルチャー、エンタテイメントビジネス、女子論、男女関係論、離婚問題、ポテトチップス。雑誌・WEBにコラム、映画レビュー、ルポ、エッセイを寄稿するほか、インタビュー、対談構成、トークセッション・パネルディスカッションの司会進行、書籍の企画・編集・構成（ブックライティング）を行う。
離婚した男性に匿名で話を聞くルポ『ぼくたちの離婚』を継続的に発表（2019年、2023年に書籍化）。妻の浮気や精神的DV、モラハラ、メンヘラ被害を誰にも相談することなく苦しみ抜いた彼らがその経験を語ることは、「男性版の#MeToo」だとしている。
2022年、倍速視聴習慣、タイムパフォーマンス（タイパ）志向、ファスト映画、Z世代のコンテンツ消費動向などについて、その実態や背景を分析した『映画を早送りで観る人たち　ファスト映画・ネタバレ――コンテンツ消費の現在形』が話題となる。同書は「新書大賞2023」で第2位。
2022年、岩崎夏海が企画・構成・口述した『ゲームの歴史』（講談社）のブックライティングを担当。実質岩崎のゴーストライターだが、共著者として名前が正式に表記された。その後、とみさわ昭仁、岩井浩之、栗田穣崇など業界関係者から「内容が事実と異なる」との指摘を相次いで受け、販売停止が報じられた。その後、講談社は回収・絶版を行った。なお本書の内容を考案した岩崎には事実誤認の責任が問われた一方、岩崎の喋りを文章化した稲田は当初批判に反応していなかったが、2024年刊行の著書『このドキュメンタリーはフィクションです』のあとがき内で、「内容の真実性をひとつ残らず検証することが制作上の役割に含まれていないのなら、共著者クレジットを承諾すべきではなかった」と胸中が明かされた。
大山顕、佐藤大、速水健朗、山内マリコ、うめ・妹尾朝子らで構成されるトークユニット「団地団」の一員として、阿佐ヶ谷ロフトAのトークライブや映画祭TAMA CINEMA FORUMに登壇している。
日本におけるポテトチップスの歴史に詳しく2冊の著作がある。

## 著書・作品

### 単著
- 『セーラームーン世代の社会論』（すばる舎リンケージ、2015年5月）
- 『ドラがたり のび太系男子と藤子・F・不二雄の時代』（PLANETS、2017年3月）
- 『ぼくたちの離婚』（角川新書、2019年11月）
- 『「こち亀」社会論 超一級の文化史料を読み解く』（イースト・プレス、2020年9月）
- 『映画を早送りで観る人たち　ファスト映画・ネタバレ――コンテンツ消費の現在形』（光文社新書、2022年4月）
- 『オトメゴコロスタディーズ　フィクションから学ぶ現代女子事情』（サイゾー、2022年4月）
- 『ポテトチップスと日本人　人生に寄り添う国民食の誕生』（朝日新書、2023年4月）
- 『こわされた夫婦　ルポ ぼくたちの離婚』（清談社Publico、2023年4月）
- 『このドキュメンタリーはフィクションです』（光文社、2024年9月）
- 『アゲもん　破天荒ポテトチップ職人・岩井清吉物語』（KADOKAWA、2024年11月）

### 共著
- 『ゲームの歴史』※岩崎夏海との共著（講談社、2022年11月、全3巻）※回収・絶版

### 原作
- 『ぼくたちの離婚（漫画版）』（作画・雨群）（集英社、2021年3月より単行本化、全2巻）

### 編集
- 「人生で大切なことは全部フジテレビで学んだ　〜『笑う犬』プロデューサーの履歴書〜」（吉田正樹・著）（キネマ旬報社、2010年7月）
- 『全方位型お笑いマガジン コメ旬 COMEDY-JUNPO Vo.l1〜Vo.5』（ラリー遠田・責任編集）（キネマ旬報社、2011年4月 - 2012年11月）
- 『「ぴあ」の時代』（掛尾良夫・著）（キネマ旬報社、2011年12月）
- 『団地団 ベランダから見渡す映画論』（大山顕、佐藤大、速水健朗・著）（キネマ旬報社、2012年1月）
- 『特撮ヒーロー番組のつくりかた』（小林雄次・著）（キネマ旬報社、2012年10月）
- 『あまちゃんメモリーズ 文藝春秋×PLANETS』※共同編集（文藝春秋、2013年10月）
- 『ヤンキーマンガガイドブック』（稲田豊史・編著）（DU BOOKS、2014年12月）
- 『PLANETS vol.9』※共同編集（PLANETS、2015年1月）
- 『ヒーロー、ヒロインはこうして生まれる アニメ・特撮脚本術』（稲田豊史・編著、※1、2章のみ構成）（朝日新聞出版、2015年3月）
- 『押井言論』（押井守・著／インタビュー、構成・山下卓、大塚ギチ）（サイゾー、2016年3月）
- 映画『この世界の片隅に』パンフレット（2016年11月）
- 映画『この世界の（さらにいくつもの）片隅に』パンフレット（2019年12月）
- 映画『天間荘の三姉妹』パンフレット（2022年10月）

### 連載・レギュラー
- 「ぼくたちの離婚」[12]（女子SPA!、2018年6月〜）※『ぼくたちの離婚』『こわされた夫婦　ルポ ぼくたちの離婚』として書籍化
- 「稲田豊史の『コンテンツビジネス疑問氷解』」[13]（ビジネス+IT、2018年11月〜／不定期掲載）
- 「ぼくたち、親になる」[14]（クイック・ジャパン・ウェブ、2023年8月〜）
- 「映画を観ながら考えた」（DVD＆動画配信でーた、2023年12月号〜）

### 連載・レギュラー（過去）
- 「アニメビジエンス」[15] レギュラー制作スタッフ・ライター（ジェンコ、2013年8月〜2018年4月）
- 「アニメ・マンガから学ぶ仕事術」「ビジネス誌レビュー」（AOLニュース）
- 「物語のなかの集合住宅」[16]（ilodolist、2014年1月〜2015年3月）
- 「『セーラームーン世代』を語り尽くす！」[17]（cakes、2015年4月〜6月）※『セーラームーン世代の社会論』として書籍化
- 「ドラがたり――10年代ドラえもん論」[18]（ほぼ日刊惑星開発委員会、2015年8月〜2016年9月）※『ドラがたり のび太系男子と藤子・F・不二雄の時代』として書籍化
- 「牧村朝子×稲田豊史 セーラームーンから「女子」を読む！」[19]（cakes、2015年8月〜9月）
- 実写映画レビュー（おたぽる、2015年10月〜2017年3月）
- 「ITは『ひみつ道具』の夢を見る」[20]（ZDNet Japan、2016年10月〜2017年8月）
- 「『週末1位映画』を観る」[21]（PRESIDENT Online、2017年7月〜2018年12月）
- 「アラサー世代とセーラームーン 影響力のひみつ」（日経ウーマンオンライン、2016年7月〜9月）
- 「働く女のシネマ社会学」[22]（NIKKEI STYLE／WOMAN SMART、2017年1月〜5月）
- 「ブスの社会学」[23]（ウートピ、2017年2月〜5月）
- 「もしドラえもんの女性キャラが現代のキャリアウーマンだったら」（日経ウーマンオンライン、2017年6月〜8月）
- 「『こち亀』社会論　超一級の文化史料を読み解く」[24]（cakes、2020年9月〜11月）
- 『ぼくたちの離婚（漫画版）』（原作・稲田豊史、作画・雨群）（集英社「グランドジャンプめちゃ」、2020年3月〜2021年10月）
- 「稲田豊史のオトメゴコロ乱読修行」（サイゾー、2015年3月〜2021年10月）※「サイゾーpremium」に有料記事として転載[25]
- 「さよならシネマ　〜この映画のココだけ言いたい」[26]（日刊サイゾー、2021年9月〜〜2023年9月）
- 「ミステリーファンに贈るドキュメンタリー入門」[27]（ジャーロ、2022年1月〜2023年9月）※『このドキュメンタリーはフィクションです』として書籍化